# Vespa Primavera
A Vespa Primavera egy a Piaggio által gyártott motorkerékpár a Vespa sorozatban. 1967-ben a Nuova utódaként indult hódító útjára. Az új modell az előd szép formai jegyeinek nagy részét megőrizve, de nagyobb teljesítménnyel már sokkal sikeresebb lett. Máig a Piaggio történetének egyik legkedveltebb modellje, amit a kis önsúly, a pontos irányíthatóság és a jó teljesítmény ideális elegye biztosít számára

## A váz
A tengelytáv az elődmodellhez képest 2 cm-t nőtt, ami a nyugodtabb egyenesfutást hivatott elősegíteni. A váz bal oldalán apró tárolórekeszt hoztak létre a praktikusság jegyében. A benzintank elején eltűnt a két furat, így már nem alkalmas a szimpla lengőnyereg felszerelésére. Alapfelszerelés a dupla ülés. A lámpa króm keretet kapott. A sebességmérő a Nuova/super modellekkel egyező alakú, de 100/110 km/h helyett 120 km/h-ig van skálázva 
Az 1967 ősze után gyártott más Piaggio modellekhez hasonlóan a motor minden alkatrészén megjelenik a hatszögletű Piaggio logó. 

## A motor
A motorblokk alapját a VMA1M blokk adja több fontos változtatással. A kompresszió megemelésével a teljesítmény egy lóerőt nőtt. 
A karburátor 16.16-os helyett már 19.19-es. A henger borítása műanyag, hexagonális logóval. A kipufogó alakja maradt a klasszikus , 50-es Vespákra jellemző. 

## Műszaki adatok
A 2023-as modellévben 50, 125 és 150 köbcentiméteres lökettérfogatú motorokkal szerelik a Vespa Primaverat. A Primavera 50 és Primavera S 50 esetében a négyütemű, 3 szelepes (2 szívó,1 kipufogó), levegőhűtéses i-get motor az EURO 5 környezetvédelmi normáknak megfelelően üzemel. A motorok maximális teljesítménye 3.2 LE/7500 fordulat/percnél, és a csúcsnyomatéka 3 Nm 7000 fordulat/percnél. 
A 125 köbcentiméteres változatok már ABS-szel szereltek, és elektromos ülés/csomagtér nyitással is el vannak látva. Emellett a 124 köbcentiméteres i-Get motor már egy nagyobb, 11LE /8000 fordulat/perc teljesítményre képesek és 10,4 Nm csúcsnyomatékra 6750 fordulat/percnél. 
Mindegyik modell esetében 12"-os felnikre szerelt gumikat találunk 110/70-12 méretben az első, és 120/70-12 méretben a hátsó tengelyen. 